# Георг II фон Ербах
Георг II фон Ербах (на немски: Georg II von Erbach; * 18 януари 1506, Фюрстенау; † 27 август 1569, Ербах) е граф на Ербах, главен дворцов маршал на курфюрста на Пфалц в Хайделберг. През 1532 г. графът на Ербах е издигнат на имперски граф.

## Произход, управление и наследство
Той е големият син на граф Еберхард XI (1475 – 1539) и съпругата му Мария фон Вертхайм (* 1485), дъщеря на граф Михаел II фон Вертхайм († 1531) и графиня Барбара фон Еберщайн в Ной-Еберщайн († 1529). Внук е на Георг I фон Ербах (1438 – 1481) и фрайин Кордула фон Фраунберг-Хааг († 1501).
Георг II се жени на 9 януари 1535 г. в дворец Фюрстенау за Елизабет фон Пфалц-Зимерн (* 13 февруари 1520, Зимерн; † 18 февруари 1564, Фюрстенау), дъщеря на пфалцграф и херцог Йохан II фон Зимерн (1492 – 1557) и съпругата му Беатрикс фон Баден (1492 – 1535). Женитбата е много празнувана. Нейната зестра са 6000 златни гулдена. След това те резидират във Фюрстенау, дотогава допълнителна резиденция на графовете на Ербах. Бракът е бездетен.
Той приюутява през 1554 г. италианската хуманистка Олимпия Фулвия Мората и нейният съпруг. През 1556 г. Георг започва строежа на дворец Бад Кьониг в Хесен.
Той и съпругата му са погребани в градската църква в Михелщат. Наследен е от по-малкия му брат Еберард XII фон Ербах (1511 – 1564).